# Glyphodes pulverulentalis
Glyphodes pulverulentalis là một loài bướm đêm trong họ Crambidae.